# Žďárná

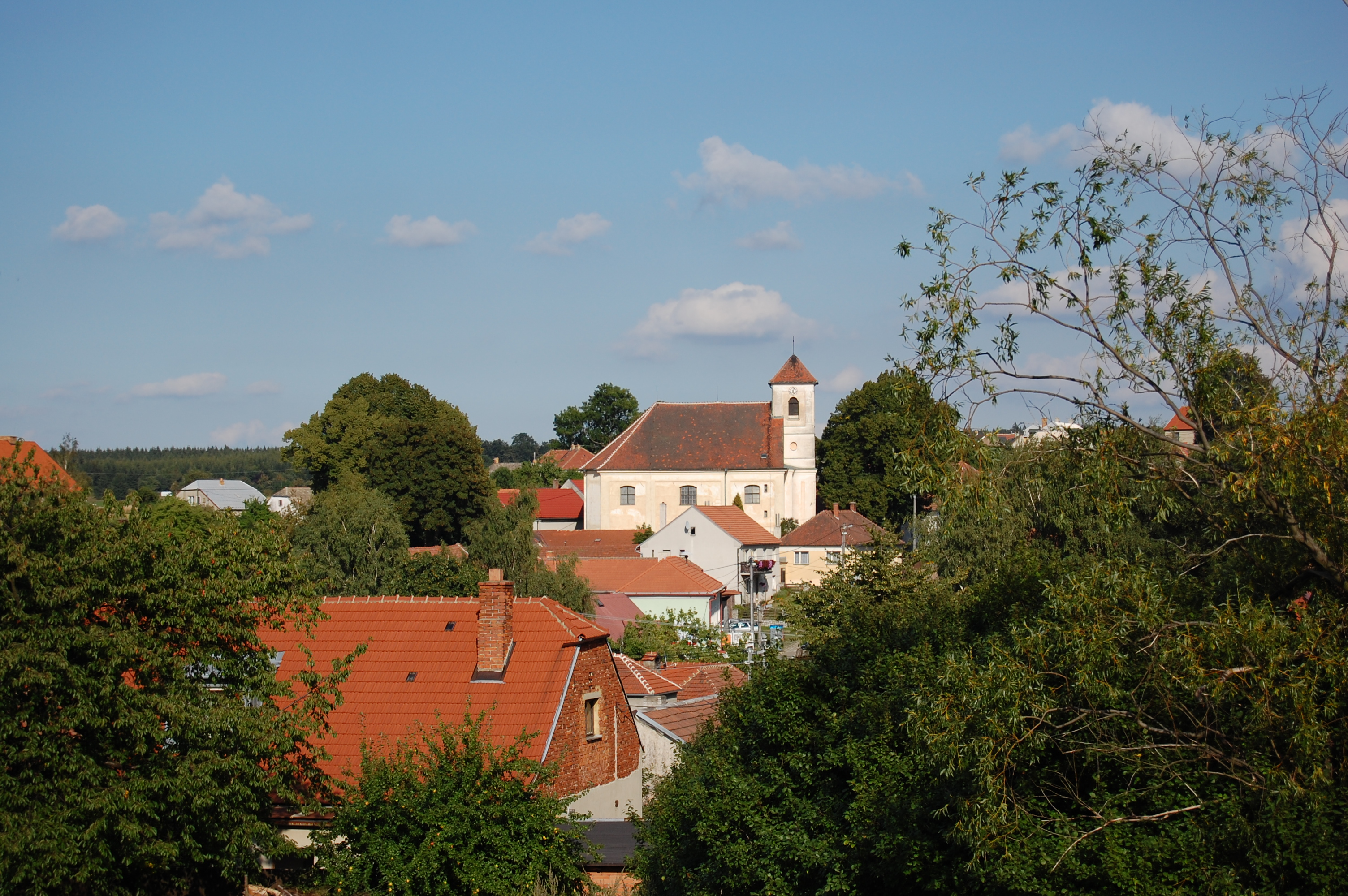
Ortsansicht mit Kirche St. Bartholomäus

Žďárná (deutsch Zdiarna, auch Schdiarna) ist eine Gemeinde in Tschechien. Sie liegt acht Kilometer östlich von Boskovice und gehört zum Okres Blansko.

## Geographie
Žďárná befindet sich am Oberlauf des Baches Žďárná im Drahaner Bergland. Der Ort liegt – umgeben von Wäldern – zusammen mit Suchý auf einer großen Lichtung. Nördlich erhebt sich die Přibitá (682 m), im Nordosten die Skalky (735 m) und Skály (723 m), südlich der Bučí (653 m). Nördlich liegt die mittelalterliche Wüstung Jabloňsko, im Osten die Wüstung Hošperk, südöstlich die Wüstung Housko, im Süden die Wüstungen Gadišina und Loučka.
Nachbarorte sind Suchý im Norden, Buková und Protivanov im Nordosten, Skelná Huť, Obora, Repechy und Bousín im Osten, U Dvorku, Niva und Vysočany im Südosten, Holštejn, Šošůvka und Sloup im Süden, Ludíkov im Südwesten, Valchov im Westen sowie Pod Bořím, Boskovice, Hrádkov und Velenov im Nordwesten.

## Geschichte
Die erste schriftliche Erwähnung des zur Herrschaft Boskovice gehörigen Ortes erfolgte im Jahre 1418 im Zusammenhang mit dem Žďárnáer Pfarrer Martin. Es wird angenommen, dass das Dorf wesentlich älter ist und während der Kolonisation zum Ende des 12. Jahrhunderts entstand. 1505 wurde Žďárná als Besitz des Ladislav von Boskowitz genannt. 1538 erleichterte Christoph von Boskowitz den Untertanen in Ludíkov, Valchov, Velenov, Protivanov, Lipová und Žďárná die Fronlasten. 1547 verkauften die Boskowitzer die Herrschaft an Simon Eder von Sstiawnicz (Šimon Eder ze Štiavnice). 1569 erwarb Jaroš von Zástřizl die Güter von Veit Eder. Nachdem die Herren von Zástřízl im Mannesstamme ausgestorben waren, verkaufte Susanne von Zástřízl die Herrschaft Boskowitz 1689 an Walther Graf von Dietrichstein. Die erste Erwähnung der Glashütte im Thiergarten erfolgte im Jahre 1743 im Zusammenhang mit dem Glasmachermeister Johann Schiller. 1748 wurde die Lokalie Žďárná zur Pfarre erhoben. Nach den im selben Jahre angelegten Kirchenbüchern hatte Žďárná 314 Einwohner und in der im Tal der Luha gelegenen Glasmachersiedlung lebten 57 Menschen. Die Glashütte stellte bereits 1762 ihren Betrieb wieder ein. 1771 bestand Žďárná aus 46 Häusern, der Mühle und dem herrschaftlichen Hof. Vier Jahre später standen in dem Dorf bereits 50 Häuser. Nach der Aufhebung der Leibeigenschaft setzte im Jahre 1781 am rechten Ufer des Zdiarna-Baches eine rege Bautätigkeit ein. Später wurde Žďárná an der Strážná nach Südosten hin erweitert. Žďárná bestand im Jahre 1800 aus 74 Häusern. Nachdem die Bewohner von Valchov dem Lehrer von Žďárná das Schulgeld verweigerten, wurde 1800 in Valchov eine eigene Schule eingerichtet. Im Jahre 1840 hatte Žďárná 743 Einwohner und bestand aus 83 Häusern. 130 der 147 Familien arbeiten zu dieser Zeit in der Landwirtschaft. Bis zur Mitte des 19. Jahrhunderts blieb Žďárná immer nach Boskovice untertänig und war Sitz eines herrschaftlichen Richters.
Nach der Aufhebung der Patrimonialherrschaften bildete Žďárna ab 1850 eine Gemeinde in der Bezirkshauptmannschaft Boskovice. Nach dem Erlöschen des Hauses Dietrichstein fielen die Güter 1864 den Grafen Mensdorff-Pouilly zu. Seit dem Beginn des 20. Jahrhunderts führt die Gemeinde den Namen Žďárná. Im Januar 1961 wurde Žďárná dem Okres Blansko zugeordnet. Seit 1999 führte Žďárná ein Wappen und Banner.

## Gemeindegliederung
Für die Gemeinde Žďárná sind keine Ortsteile ausgewiesen. Zu Žďárná gehört die Einschicht U Dvorku (Neuhof).

## Sehenswürdigkeiten
- Kirche St. Bartolomäus, die seit 1418 nachweisbare alte Kirche wurde in der Mitte des 18. Jahrhunderts abgebrochen. Zwischen 1759 und 1760 entstand unter Leopold von Dietrichstein die heutige Kirche durch den Baumeister Franz Anton Grimm
- Pfarrhaus, errichtet 1759–1760
- Schloss Žďárná, der 1758 bis 1759 errichtete Bau diente als Sitz der Forstverwaltung der Herrschaft Boskovice. Nach dem Brand von 1839 wurde es um ein Geschoss reduziert wieder aufgebaut. Derzeit ist es leerstehend und in einem stark baufälligem Zustand. Im Jahre 2002 erfolgte eine Instandsetzung des Daches.
- Mühle, seit 1770 nachweisbar
- Wetterradarstation auf den Skalky, errichtet 1994